# АТП Перевізники
АТП Перевізники — український телесеріал виробництва Mamas Film Production.
Головний автор сценарію: Ярослава Сегал. Сценаристи: Оксана Андрєєва, Олександр Гриценко, Олена Зерняк, Андрій Кокотюха, Олексій Комаровський (у титрах: Олексій Міщенко), Євгенія Коротич.

## Синопсис
Головні герої телесеріалу — далекобійники Артем та Семен, що працюють в транспортній компанії «Рапід». Чоловіки мають зовсім різні характери та погляди на життя. В кожній серії вони вирушають у новий маршрут по Україні і обов'язково потрапляють дорогою в халепу. Події в серіалі відбуваються після початку повномасштабного російського вторгнення.

## В ролях
- В'ячеслав Довженко — Артем Горбач
- Володимир Гладкий — Семен Зозуля
- Дар'я Легейда
- Віктор Бронюк
- Остап Ступка
- Анна Гуляєва
- Дмитро Суржиков
- Віра Кобзар
- Артемій Єгоров
- Ярослав Шахторін[5]

## Зйомки
Зйомки телесеріалу відбувалися в Києві та закінчились в листопаді 2024 року.